# Koror

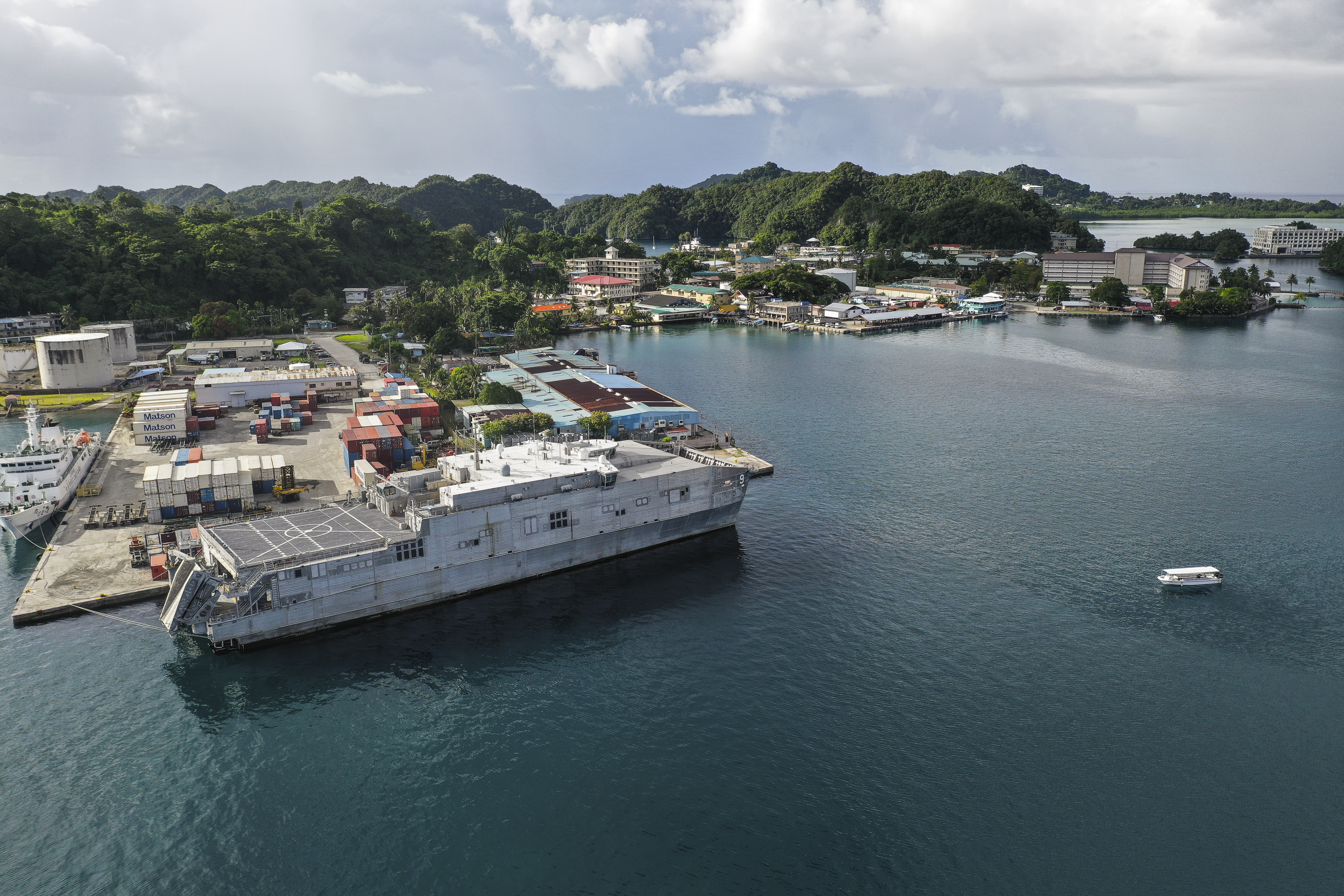
Korors hamn.

Koror (även Oreor) är en stad, ö och delstat i Palau i västra Stilla havet.

## Geografi
Koror stad (Koror-town) är staden som ligger på öns västra del. Den har cirka 11.000 invånare och är huvudorten för delstaten Koror-state och landets största stad. Koror var tidigare även huvudstad i Palau men är fortfarande landets ekonomiska centrum. Även Högsta domstolen, finansdepartementet och universitetet "Palau Community College" ligger kvar i staden.
Koror ö (Koror-Island) är själva ön vilken ligger ca 10 km sydväst om Babeldaob. Geografiskt ligger ön bland Karolinerna i Mikronesien. De geografiska koordinaterna är 07°20′ N och 134°28′ Ö. Ön har en areal på ca 10 km².
På öns nordvästra del finns den nybyggda "The Japan-Palau Friendship Bridge" (även kallad "K-B bridge") som förbinder Koror med huvudön Babeldaob och den internationella flygplatsen.
Koror-State är delstaten som består Kororön och ytterligare öar där de största är
- Ngerekebesang med staden Meyuns, landets näst största stad med ca 1.200 invånare
- Ngerchaol
- Ngermalk, även Long
- Malakai med öns hamn
- samt Rocköarna

Öarna är blandad låga korallöar och delvis av vulkaniskt ursprung och har en sammanlagd areal om ca 21 km² förutom Rocköarna. Den högsta höjden är på ca 140 m ö.h.
Befolkningen i Koror-state uppgår till cirka 14.000 invånare med övriga orter Dngeronger, Idid, Ikelau, Iyebukel, Medalaii, Meketii, Meyuns, Ngerbeched, Ngerchemai, Ngerkesowaol och Ngermid.

## Historia
Under den spanska kolonialtiden var Koror stad endast en liten fiskeby. Under den tyska kolonialtiden inrättades en förvaltningsstation här om man började bygga ut hamnen. Efter den japanska invasionen 1914 fortsatte utvecklingen och Japan som 1919 fick förvaltningsmandatet i uppdrag av Nationernas förbund flyttade sätet för den dåvarande regionen South Seas Agencys förvaltning från Chuuk till Koror i juli 1921.
Från april 1922 blev Koror huvudort för hela det nya japanska förvaltningsmandatet Nan'yo Cho (Japanska Stillahavsmandatet) och förblev det till 1945.
Den tidigare "K-B bron" som stod klart 1977 kollapsade den 26 september 1996 och den nuvarande bron invigdes 2002.
Den 7 oktober 2006 flyttades huvudstaden till den nybyggda Melekeok på Babeldaob.